# Очигава, Зураб Тамазович
Зура́б Тама́зович Очига́ва (укр. Зураб Тамазович Очігава; 18 мая 1995, Киев, Украина) — украинский футболист, защитник.

## Биография
В ДЮФЛ играл за команду «Лидер» (Петропавловская Борщаговка). Весной 2013 года стал игроком юношеской команды мариупольского «Ильичёвца». Через год дебютировал в молодёжном составе «ильичей». В украинской Премьер-лиге впервые сыграл 20 сентября 2014 года в гостевом матче против донецкого «Металлурга» (0:3), заменив в конце встречи Сергея Гаращенкова. В его появлением в составе первой команды Очигава был обязан тому, что по разным причинам «Ильичёвец» покинула целая группа основных исполнителей. На поле защитник демонстрировал старательность и работоспособность. До конца сезона провёл 8 матчей в чемпионате и Кубке Украины за мариупольский клуб, а также вместе с одноклубником Евгением Немтиновым вызывался на матчи молодёжной сборной Украины.
Летом 2015 года после вылета мариупольцев из Премьер-лиги, Очигава заключил контракт с киевским «Динамо-2». 1 февраля 2016 года был дозаявлен за главную команду «Динамо».
14 января 2019 года подписал контракт с клубом «Днепр-1».